# Ana Gervasi
Ana Cecilia Gervasi Díaz, née le 1er décembre 1966 à Lima et morte le 8 septembre 2024 à Lima est une avocate, diplomate et femme politique péruvienne. 
Auparavant vice-ministre du Commerce extérieur et des Affaires étrangères sous les différents gouvernements de Pedro Castillo entre mars et décembre 2022, elle est ministre des Affaires étrangères dans le gouvernement de Dina Boluarte, du 10 décembre 2022 au 6 novembre 2023.

## Biographie

### Études
Ana Gervasi est diplômée en tant qu'avocate à l'université pontificale catholique du Pérou, et titulaire d'un diplôme en troisième cycle en relations internationales et d'un diplôme professionnel dans la diplomatie à l'Académie diplomatique du Pérou.
Elle est également diplômée d'une maitrise en relations internationales de la London School of Economics à Londres, et s'est spécialisée en diplomatie multilatérale à l'Institut universitaire de hautes études internationales au sein de l'Université de Genève en Suisse. Ensuite, elle a poursuivi des études doctorales à l'université de Buenos Aires en Argentine.

### Carrière de diplomate
En tant que diplomate, Ana Gervasi est tout d'abord nommée consul général du Pérou à Toronto, puis à Washington DC et ministre conseiller de la mission permanente du Pérou auprès des Nations unies à New York aux États-Unis.
Elle est ensuite également conseiller politique de l'ambassade du Pérou à Buenos Aires, puis déléguée auprès de la mission permanente auprès des Nations unies et des autres organisations internationales à Genève où elle représente son pays à l'Organisation mondiale du commerce.
Ana Gervasi assume également la présidence du groupe consulaire latino-américain à Washington DC, créé dans le but de coordonner les efforts et de développer des actions conjointes au profit de leurs communautés latino-américaines aux États-Unis.

#### Implications dans la négociations de traités
Au cours de sa carrière dans la diplomatie péruvienne, Ana Gervasi est impliquée dans la négociations de plusieurs traités importants, notamment l'accord de partenariat transpacifique en 2008 et l'accord de libre-échange entre les États-Unis et le Pérou entre 2004 et 2005.

### Vice-ministre sous Pedro Castillo
Le 10 mars 2022, Ana Gervasi est nommée vice-ministre du Commerce extérieur et du Tourisme dans le quatrième gouvernement de Pedro Castillo, auprès du ministre Roberto Sánchez. Le 11 août suivant, elle est nommée vice-ministre des Affaires étrangères par le ministre des Affaires étrangères Miguel Rodríguez MacKay, dans le même gouvernement. Elle le demeure auprès du ministre César Landa.

### Ministre des Affaires étrangères
Le 10 décembre 2022, Ana Gervasi est nommée ministre des Affaires étrangères dans le gouvernement de la présidente Dina Boluarte.
Quelques jours avant son serment en tant que ministre, Ana Gervasi souligne les efforts déployés en matière d'égalité des sexes et réaffirme l'engagement du Pérou et du ministère des Affaires étrangères à poursuivre la lutte contre les violences à l'égard des femmes et des filles. La nouvelle ministre déclare également que le Pérou avait pris divers engagements internationaux pour résoudre ce problème au niveau national et contribué à son éradication dans le monde.
Elle présente sa démission le 6 novembre 2023.